# 104 av. J.-C.
Cette page concerne l'année 104 av. J.-C. du calendrier julien proleptique.

## Événements
- 2 octobre 105 av. J.-C. (1er janvier 650 du calendrier romain) : début à Rome du consulat de Gaius Flavius Fimbria et, pour la deuxième fois, Caius Marius, qui obtient les honneurs du triomphe sur Jugurtha le jour de son investiture[1]. Il est réélu consul sans interruption jusqu’en 100 av. J.-C.. Il est envoyé en Gaule transalpine contre les Cimbres, mais ceux-ci sont en Hispanie et ne réapparaissent en Gaule qu'à la fin de 103 av. J.-C.[2]
- 19 juillet : éclipse solaire observée à Rome[3],[4], en phase partielle.

- Rédaction de la table d'Alcantara, gravure latine relatant la deditio d'un peuple hispanique sur une plaque de bronze découverte sur le site d'un oppidum indigène[5].
- Disparition de la classe paysanne à Rome : au cours de la discussion d’une loi agraire, le tribun Lucius Marcius Philippus déclare qu’il n’y a pas plus de 2 000 citoyens propriétaires, alors que les chiffres du cens enregistrent plus de 400 000 citoyens mobilisables[6].
- Début de la Seconde Guerre servile, nouvelle révolte d'esclaves et de bergers dirigée par Athénion et Salvius Tryphon, en Sicile et en Campanie, écrasée en Sicile par le consul Manius Aquilius Nepos (fin en 101 av. J.-C.)[7].
- Le général Li Guangli mène une expédition contre le roi de Ferghana qui refuse de vendre des chevaux à la Chine, à la tête de six mille cavaliers et de plusieurs dizaines de milliers de fantassins. Battu à deux reprises, il perd 90 % de ses effectifs et doit se replier sur Dunhuang[8].
- Les Han instaurent le calendrier Taichu ou calendrier du « Grand commencement »[9].

## Décès
- Jugurtha, roi de Numidie, en prison.